# East Lothian
East Lothian (gael. Lodainn an Ear) – jednostka administracyjna (council area) w południowo-wschodniej Szkocji, na południowym wybrzeżu zatoki Firth of Forth, we wschodniej części regionu geograficzno-historycznego Lothian. Ośrodkiem administracyjnym jest miasto Haddington. Jednostka zajmuje powierzchnię 679 km², a zamieszkana jest przez 99 920 osób (2011).
Utworzona w wyniku reformy administracyjnej w 1996 roku, jej granice w przybliżeniu odpowiadają historycznemu hrabstwu East Lothian (Haddingtonshire).